# 小圩壮族乡
小圩镇，是中华人民共和国湖南省永州市江华瑶族自治县下辖的一个乡镇级行政单位。

## 行政区划
小圩镇下辖以下地区：
小圩社区、小圩村、荆村、联村、湄溪村、寨脚村、大坪村、三门口村、沙柳村、老屋村、金田村、新寨村、枫源村、大石村、车田村、塘肚村、河湾村、茅坪村、上大村、桥头村、茶华园村、深冲村、陈家村、牛塘营村、竹才村、绣球村、青山口村、十字村和练江村。